# Eleccions generals andorranes de 1969
Les eleccions andorranes de 1969 es van celebrar el 12 i 23 de desembre de 1969 per renovar la meitat del Consell General i la meitat dels Consells de Comú de les 6 parròquies d'Andorra.
Van ser les darreres eleccions amb sufragi masculí.

## Sistema electoral
Tenien dret a vot els homes amb més de 25 anys que disposessin de nacionalitat andorrana, així com els homes que estiguessin casats amb una dona andorrana i tinguessin com a mínim un fill major d'edat. Per poder-se presentar com a candidat, calia tenir 30 anys.
La legislació andorrana no va legalitzar els partits polítics fins a l'aprovació de la Constitució l'any 1993, així que tots els candidats eren independents de manera oficial. Tot i això estaven permeses les agrupacions polítiques.
A les eleccions al Consell General es renovaven la meitat dels escons (12 de 24). Cada parròquia formava una circumscripció i escollia 2 consellers, tret de la parròquia d'Andorra la Vella, on el quart d'Andorra i el quart de les Escaldes formaven circumscripcions separades, escollint un conseller cadascun. A les eleccions comunals es renovaven la meitat de càrrecs de consellers de cada parròquia, que eren escollits per a un període de 4 anys. El nombre de consellers de cada comú era variable. A Andorra la Vella el quart de Les Escaldes i el quart d'Andorra la Vella escollien els consellers de comú en circumscripcions diferents. També s'escollien els Comissionats del Poble, és a dir, els encarregats de fiscalitzar l'activitat econòmica de cada comú.
En totes dues eleccions s'utilitzava un sistema majoritari plurinominal amb segona volta, on cada votant podia votar a tants candidats com candidats s'haguessin d'escollir. Els candidats s'agrupaven en candidatures. Estava permès que un candidat formés part de més d'una candidatura al mateix temps. En algunes parròquies era permès repartir el vot, votant a candidats de llistes diferents. En d'altres, era requisit votar a candidats de tots els quarts de la parròquia per poder considerar el vot com a vàlid. Els vots nuls i blancs no eren considerats com a vàlids. Per poder ser escollit, calia haver rebut més de la meitat dels vots vàlids. En cas que després de l'elecció quedessin escons vacants, es realitzava una segona volta al cap d'una setmana.
Els consellers elegits van jurar el càrrec el dia 28 de desembre per poder prendre possessió del seu càrrec el dia 1 de gener de l'any següent, per a un període de 4 anys.
Els cònsols majors i menors de cada parròquia eren elegits pels consells de comú per a un període de 2 anys. El síndic general i el subsíndic eren escollits pel Consell General per a un període de 3 anys.

## Resultats

### Eleccions al Consell General
En primera volta van ser escollits els consellers de Canillo, Ordino, La Massana, Andorra la Vella i Les Escaldes. A Sant Julià de Lòria cap candidat va aconseguir la majoria absoluta, de manera que es va procedir a una segona volta que es va celebrar el 23 de desembre, on un candidat de la segona volta no va poder participar-hi, ja que va ser escollit comissionat del poble a la primera volta. Es desconeix l'elecció del segon conseller d'Encamp.
| Parròquia           | Quart               | Candidat       | 1a volta | 1a volta | 2a volta | 2a volta |
| Parròquia           | Quart               | Candidat       | Vots     | Electe   | Vots     | Electe   |
| ------------------- | ------------------- | -------------- | -------- | -------- | -------- | -------- |
| Canillo             | Canillo             | A. Casals      | 50       | 1        |          |          |
| Canillo             | Canillo             | J. Casals      | 49       | 1        |          |          |
| Encamp              | Encamp              | P. Font        | 105      | 1        |          |          |
| Encamp              | Encamp              | ?              | ?        | ?        | ?        | ?        |
| Ordino              | Ordino              | I. Baró        | 43       | 1        |          |          |
| Ordino              | Ordino              | J. Font        | 38       | 1        |          |          |
| La Massana          | La Massana          | M. Grau        | 83       | 1        |          |          |
| La Massana          | La Massana          | J. Muntané     | 44       | 1        |          |          |
| Andorra la Vella    | Andorra la Vella    | B. Armengol    | 150      | 1        |          |          |
| Andorra la Vella    | Les Escaldes        | J. Pidal       | 109      | 1        |          |          |
| Sant Julià de Lòria | Sant Julià de Lòria | Antoni Duró    | 47       |          | ?        | ?        |
| Sant Julià de Lòria | Sant Julià de Lòria | Angel Balletbó | 46       |          | ?        | ?        |
| Sant Julià de Lòria | Sant Julià de Lòria | Lluís Call     | 45       |          | ?        | ?        |
| Sant Julià de Lòria | Sant Julià de Lòria | Marcel Marfany | 35       |          | –        |          |
| Sant Julià de Lòria | Sant Julià de Lòria | Amadeu Rossell | 16       |          | ?        | ?        |
| Font: La Vanguardia |                     |                |          |          |          |          |

### Eleccions comunals
| Parròquia           | Quart               | Cònsols majors electes | Comissionats del poble electes |
| ------------------- | ------------------- | ---------------------- | ------------------------------ |
| Canillo             | Canillo             | J. Font                |                                |
| Encamp              | Encamp              | Gil Torres             |                                |
| Ordino              | Ordino              | A. Riba                |                                |
| La Massana          | La Massana          | M. Armengol            |                                |
| Andorra la Vella    | Andorra la Vella    | J. Armengol            |                                |
| Andorra la Vella    | Les Escaldes        | P. Moles               |                                |
| Sant Julià de Lòria | Sant Julià de Lòria | Francesc Roca          | Marcel Marfany                 |
| Font: La Vanguardia |                     |                        |                                |